# ATI Rage
Pour les articles homonymes, voir Rage.
L’ATI Rage est une série de processeurs graphiques offrant une accélération graphique 2D et 3D, ainsi qu'une accélération vidéo. C'est le successeur de la série Mach d'ATI.

## 3D RAGE (I)
La première génération de l'architecture Rage a été mise sur le marché en avril 1996. La puce 3D RAGE (aka Mach64 GT) d'origine était basée sur un noyau Mach64 2D avec de nouvelles fonctionnalités 3D et une accélération MPEG-1 .  
Le 3D RAGE a été utilisé dans le tableau vidéo 3D Xpression d' ATI.

## 3D RAGE II (II +, II + DVD, IIc)
La deuxième génération Rage (également appelée Mach64 GT-B) offre environ deux fois plus de performances 3D. 
Son processeur graphique reposait à nouveau sur un moteur graphique Mach64 remodelé qui offrait des performances 2D optimales avec une mémoire EDO ou SGRAM à grande vitesse.
La puce 3D Rage II était une version améliorée et compatible avec l'accélérateur 3D Rage. La puce était compatible avec les bus PCI de deuxième génération ce qui a augmenté les performances 2D de 20% et permis la prise en charge de la lecture MPEG-2 (DVD).
La puce était également compatible avec Direct3D de Microsoft et les systèmes de réalité augmentée de Reality Lab, l'API Rave de QuickDraw 3D, le RenderWare de Criterion et le moteur BRender d'Argonaut. 
Les pilotes OpenGL sont disponibles pour la communauté professionnelle 3D et CAO et les pilotes Heidi sont disponibles pour les utilisateurs AutoCAD. 
Les pilotes sont également fournis dans les systèmes d'exploitation, notamment Windows 95, Windows NT, Mac OS , OS/2 et Linux.
ATI a également livré une puce décodeur TV pour RAGE II, la puce ImpacTV .
RAGE II a été intégré dans plusieurs Macintosh, y compris la première révision du Macintosh G3 (Beige), Power Mac 6500. Dans les PC compatibles IBM, plusieurs cartes mères et cartes vidéo ont utilisé ce chipset, y compris : la 3D Xpression + , la 3D Pro Turbo , et l'original All-in-Wonder .
La 3D Rage IIc était la dernière version du cœur de Rage II et offrait le support AGP. Le Rage IIc a été intégré dans un ordinateur Macintosh, l'original iMac G3 / 233.
- Spécifications pour le DVD Rage II + :
  - Fréquence 60 MHz
  - jusqu'à 83 MHz de mémoire SGRAM
  - 480 Mo/s de bande passante mémoire
  - DirectX 5.0

## 3D Rage Pro
La troisième génération de l'architecture Rage est arrivée à l'été 1997.
ATI a apporté un certain nombre de modifications au 3D RAGE II : un nouveau moteur de configuration de triangle, des améliorations de correction de perspective, des implémentations de transparence et de support de brouillard, un support d'éclairage spéculaire et une prise en charge améliorée de DVD. La puce 3D Rage Pro a été conçue pour le port AGP (Accelerated Graphics Port) d'Intel, en profitant de la texturation en mode d'exécution, du pipelining de commande, de l'adressage de bande latérale et des protocoles full-2-mode. Les versions initiales reposaient sur des configurations de mémoire graphique standard : jusqu'à 8 Mio de SGRAM ou 16 Mo de WRAM, selon le modèle.
RAGE Pro a offert des performances dans la gamme des accélérateurs Voodoo de 3dfx et RIVA 128 de Nvidia, mais n'a généralement pas égalé ou dépassé ses concurrents. 
Ceci, en plus de son manque (précoce) de support OpenGL, a nui aux ventes. En février 1998, ATI a introduit la version 2x AGP du Rage Pro sur le marché OEM et a tenté de réinventer le Rage Pro pour le marché du détail, en renommant simultanément la puce en Rage Pro Turbo et en lançant un nouveau pilote Rage Pro Turbo.(4.10.2312) qui supposément augmentait la performance de 40 %. En réalité, les premières versions du nouveau pilote ne fournissaient que des performances améliorées dans des bancs de test tels que 3D Winbench 98 et Final Reality de Ziff-Davis.
Dans les jeux, la performance a réellement souffert. Malgré la mauvaise introduction, le nom de Rage Pro Turbo est resté, et finalement ATI a pu publier des versions mises à jour du pilote qui ont permis une augmentation visible des performances dans les jeux, mais cela ne suffisait pas à intéresser les passionnés de jeux.
La 3D Rage Pro a été principalement vendue sur le marché du détail sous le nom de Xpert @ Work ou Xpert @ Play, la seule différence étant un port de sortie TV sur la version Xpert @ Play. C'était aussi le chipset graphique intégré dans les stations de travail Sun Ultra 5/10, leur premier modèle informatique à offrir des composants matériels PC de base. C'était aussi le chipset graphique intégré de la deuxième révision du Macintosh G3 (Beige).
Spécifications générales pour le 3D Rage Pro :
- Noyau de 75 MHz
- Mémoire SGRAM/WRAM 100 MHz 4, 8 et 16 Mo
- 800 Mo/s de bande passante mémoire
- DirectX 6.0

## Rage LT et Rage LT Pro
Rage LT (aussi nommé Mach64 LT) était souvent implémenté sur des cartes mères et dans des applications mobiles comme les ordinateurs portables. 
Cette puce de fin 1996 était très similaire à la Rage II et supportait le même codage d'application. Il intégrait un transmetteur LVDS (Low-Voltage Differential Signaling) pour les écrans LCD des ordinateurs portables et une gestion avancée de l'énergie (contrôle de puissance bloc par bloc). Le RAGE LT PRO, basé sur le 3D RAGE PRO, a été le tout premier GPU mobile à utiliser AGP. Il proposait une extension ratiométrique filtrée, qui ajustait automatiquement les images en taille plein écran. ImpacTV2 + d'ATI est intégré à la puce RAGE LT PRO pour prendre en charge le visionnage multi-écrans, c'est-à-dire des sorties simultanées vers TV, CRT et LCD. En outre, le RAGE LT PRO peut piloter deux écrans avec des images et/ou des fréquences de rafraîchissement différentes grâce à l'utilisation de contrôleurs CRT indépendants et doubles. Le Rage LT Pro était souvent utilisé dans les cartes vidéo de bureau dotées d'un port VESA Digital Flat Panel pour piloter numériquement certains moniteurs LCD de bureau.

## RAGE XL
Rage XL était une solution RAGE Pro à bas coût. En tant que solution de faible puissance avec une accélération 2D capable, la puce a été utilisée sur de nombreuses cartes graphiques bas de gamme. Il a également été vu sur les cartes mères Intel jusqu'en 2004 et était encore utilisé en 2006 pour les cartes mères de serveur. Le Rage XL a été remplacé par l'ATI ES1000 pour l'utilisation serveur.
La puce était essentiellement un Rage Pro rétractable, optimisé pour être très peu coûteux pour les solutions où seule une sortie graphique de base était nécessaire.

## RAGE 128
Dans la lutte continue pour créer l'accélérateur 3D le plus rapide et le plus avancé, ATI est venu avec le RAGE 128. La puce a été annoncée en deux versions, la RAGE 128 GL et la RAGE 128 VR. 
Mis à part le prix inférieur de la puce VR, la différence principale était que la première était une conception complète de 128 bits, tandis que la VR, toujours un processeur 128 bits en interne, utilisait une interface de mémoire externe de 64 bits.
- Magnum − Une carte de poste de travail pour les OEM avec SDRAM 32 MB.
- Rage Fury − 32 Mo de mémoire SDRAM et même performance que le Magnum, cette carte additionnelle était destinée aux joueurs PC.
- Xpert 128 − 16 Mo de mémoire SDRAM et, comme les autres, utilisé la puce RAGE 128 GL.
- Rage Orion − Conception RAGE 128 GL spécialement conçue pour Mac OS avec 16 Mo de mémoire SDRAM, support OpenGL et QuickDraw 3D/RAVE, essentiellement un Xpert 128 spécifique au marché. Cette carte supportait plus de résolutions vidéo que les versions ultérieures. RAGE 128 dessins et modèles. Cette carte était destinée aux joueurs Macintosh.
- Nexus 128 − Également une conception RAGE 128 GL spécifique au Mac, mais avec 32 Mo de RAM, similaire à la Rage Fury. Cette carte était destinée aux professionnels du graphisme.
- Xclaim VR 128 − Également une conception RAGE 128 GL spécifique à Mac avec 16 Mo de mémoire SDRAM, mais comprenant la capture vidéo, la sortie vidéo, la prise en charge du tuner TV et l'accélération vidéo QuickTime .
- Xpert 2000 − Conception RAGE 128 VR utilisant une interface mémoire 64 bits.

Rage 128 était compatible avec Direct3D 6 et OpenGL 1.2. Il prenait en charge de nombreuses fonctionnalités des puces RAGE précédentes, telles que la configuration en triangle, l'accélération DVD et un cœur d'accélérateur VGA / GUI. RAGE 128 a ajouté une accélération de transformée cosinus discrète inverse (IDCT) au répertoire DVD. C'était le premier moteur de rendu à double texturation d'ATI, en ce sens qu'il pouvait produire deux pixels par cycle d'horloge (deux pipelines de pixels). Le processeur était connu pour son mode couleur 32 bits très performant, mais aussi pour son mode 16 bits faiblement tramé ; étrangement, le RAGE 128 n'était pas beaucoup plus rapide en couleur 16 bits malgré les faibles exigences de bande passante. En mode 32 bits, RAGE 128 était plus qu'une correspondance pour le RIVA TNT, et le Voodoo 3 ne supportait pas du tout le format 32 bits. La puce était destinée à rivaliser avec NVIDIA RIVA TNT, Matrox G200 et G400 et 3dfx Voodoo 3.
ATI a implémenté une technique de mise en cache appelée Twin Cache Architecture avec Rage 128. Le Rage 128 utilisait un tampon de 8 Ko pour stocker les texels utilisés par le moteur 3D. Afin d'améliorer encore les performances, les ingénieurs ATI ont également intégré un cache de pixels de 8 Ko utilisé pour réécrire les pixels dans le tampon de trame.
- 8 millions de transistors, fabrication de 0,25 micromètre
- Ensemble de fonctionnalités 3D
  - Support matériel pour les tableaux de vertex, le support de table de brouillard et de brouillard
  - Alpha blending, vertex et brouillard à base de Z, textures vidéo, éclairage de texture
  - Filtrage de texture bilinéaire et trilinéaire à une seule horloge et composition de texture
  - Texturation mip-mappée en perspective-correct avec le soutien de chroma-key
  - Vertex et réflexions à base de Z, ombres, projecteurs, polarisation de 1,00
  - Suppression de surface cachée en utilisant un tampon Z de 16, 24 ou 32 bits
  - Gouraud et polygones ombrés spéculaires
  - Anticrénelage de lignes et de bords, mappage de relief, tampon stencil 8 bits
- RAMDAC 250 MHz, AGP 2 ×

### Rage 128 Pro
Plus tard, ATI a développé un successeur au Rage 128 original, appelé le Rage 128 Pro. Cette puce a apporté plusieurs améliorations, notamment un moteur de configuration triangulaire amélioré qui a doublé le débit géométrique à huit millions de triangles/s, un meilleur filtrage des textures, une compression de texture DirectX 6.0, un AGP 4 ×, un support DVI et une puce Rage Theater pour composite et S-Vidéo TV-in. Cette puce a été utilisée sur les cartes Rage Fury Pro orientées gamer et sur le Xpert 2000 PRO orienté business. Rage 128 Pro faisait généralement match égal avec les cartes Voodoo 3 2000, RIVA TNT2 et Matrox G400, mais était souvent gêné par sa fréquence d'horloge inférieure (souvent à 125 MHz) en compétition contre les haut de gamme Voodoo3 3500, TNT2 ultra et G400 MAX.

### Rendu de trame alternée
La carte Rage Fury MAXX contenait deux puces Rage 128 Pro dans une configuration de rendu de trame alterné (AFR) pour permettre une augmentation quasi-double des performances. Comme son nom l'indique, AFR rend chaque image sur un processeur graphique indépendant. Cette carte était destinée à concurrencer la Nvidia GeForce 256 et plus tard la 3dfx Voodoo 5. Alors qu'elle était en mesure de correspondre à peu près aux cartes GeForce 256 32 Mo SDR, les cartes GeForce 256 avec la mémoire DDR sortaient facilement gagnantes. Bien qu'il y avait peu de jeux qui supportaient le Transform, clipping, and lighting (transformation spatiale, écrêtage et éclairage) (T&L ou TCL) à l'époque, le manque de T&L du MAXX le désavantagerait lorsque ces titres deviendraient plus répandus.
Plus tard, ATI a découvert que les systèmes d'exploitation Windows NT 5.x (Windows 2000, XP) ne prenaient pas en charge les deux GPU AGP de la manière dont ATI les avait implémentés. NT les place tous les deux sur le bus AGP et commute entre eux, et ainsi la carte ne peut fonctionner que comme un seul Rage 128 Pro avec les performances d'une carte Rage Fury. Le système d'exploitation optimal pour le Rage Fury MAXX est Windows 98/ME. Windows 95 et Mac OS n'étaient pas pris en charge.

## Rage 6
L'accélérateur graphique Rage 128 Pro a été la dernière révision de l'architecture Rage et la dernière utilisation de la marque Rage. Alors que la prochaine itération était initialement nommée Rage 6, ATI a décidé de la renommer Radeon.

## Mobilité
Presque toutes les versions de Rage étaient utilisées dans les applications mobiles, mais il y avait aussi des versions spéciales de ces puces qui étaient optimisées pour cela. Elles étaient les premières solutions graphiques d'ATI à porter le surnom de mobilité. Ces puces comprenaient :
- RAGE Mobility C, CE, L, M2 (basé sur RAGE Pro) (compensation de mouvement)
- RAGE Mobility P, M, M1 (basé sur RAGE Pro) (Motion Compensation, IDCT)
- RAGE Mobility 128, M3, M4 (basée sur RAGE 128 Pro) (Motion Compensation, IDCT)